# 大阪市立瓜破東小学校
大阪市立瓜破東小学校（おおさかしりつ うりわりひがししょうがっこう）は、大阪府大阪市平野区にある公立小学校。
地域の宅地化に伴う児童数の急増により、1971年に大阪市立瓜破小学校から分離開校した。
大阪市教育委員会から「帰国した子どもの教育センター校」に指定されている。日本語の学習指導が必要な帰国児童は、普段は居住地の学校に通学しながら、週数回同校に通って日本語の指導を受ける。また帰国児童の所属校からの教育相談もおこなっている。

## 沿革
- 1970年4月1日 - 大阪市立瓜破小学校分校を開設。
- 1971年4月1日 - 大阪市立瓜破東小学校として独立開校。
- 1971年6月16日 - 校章制定。
- 1972年5月1日 - 校歌制定。
- 1973年3月10日 - 講堂兼体育館落成。
- 1998年3月10日 - プール完成。

## 通学区域
- 大阪市平野区 瓜破東1丁目、2丁目の全域。
- 大阪市平野区 瓜破東4丁目、6丁目のそれぞれ一部。

卒業生は大阪市立瓜破中学校に進学する。

## 交通
- 地下鉄谷町線 出戸駅 南西へ約800m。